# Notre-Dame (Wiltz)

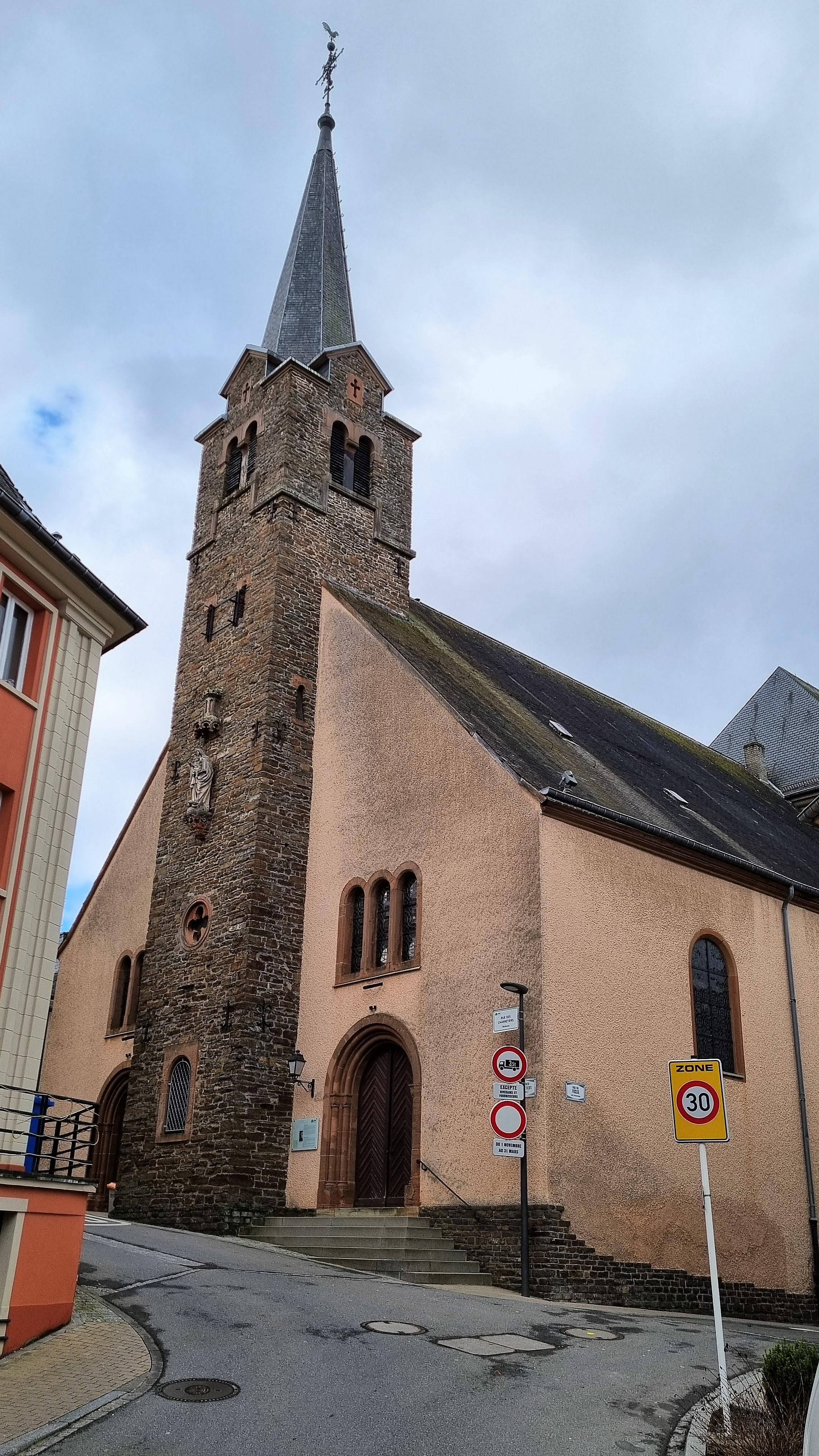
Notre-Dame

Die Notre-Dame in Wiltz im Großherzogtum Luxemburg ist eine römisch-katholische Kirche. Die Pfarrei Wiltz gehört zum Dekanat Nord des Erzbistums Luxemburg.

## Geschichte
Zwischen 1728 und 1729 baute Andreas Schlottert einer Kapelle in Wiltz, die als „Bürgerkapelle“ bezeichnet wurde. Diese Kapelle befindet sich seit 1864 in der Kirche, wo sie das rechte viertel das Eingangs einnimmt. Sie gehörte zur Pfarrei Niederwiltz in der Diözese Lüttich.
Im Jahre 1740 vermachte der Kaufmann Pierre Dominicy der Kapelle sein Vermögen für den Kauf eines Hochaltars und einer Kanzel.
Auf Initiative der Bürger wurde die Kapelle 1864 vergrößert. Vier Glasfenster im Mittelschiff, der Chor im Norden und der Glockenturm im Süden wurden hinzugefügt. Bischof Koppes weihte die Kapelle 1895 zur Kirche.
Während der Ardennenoffensive am Ende des Zweiten Weltkrieges durchschlug eine Granate das Dach und beschädigte die Kanzel und einen Altar.
Eine dritte Erweiterung der Kirche erfolgte 1950. Das erworbene Grundstück ermöglichte den Bau einer Krypta unter dem Chor. Im Marianischen Jahr 1954 wurde die Kirche auf päpstliches Dekru Maria geweiht.
Am 21. Juni 2017 wurde die Kirche als Nationaldenkmal eingestuft.

## Beschreibung
Die Kapelle war 19 m lang, 8 m breit, hatte drei Fenster auf jeder Seite und ein Fenster hinter dem Hauptaltar.
In der Kirche wurden Reliquien der Heiligen Victoire, Priscilla, Blasius und Redempta werden in den Altar gelegt. Die Kirche besitzt mehrere Statuen eine Mater Dolorosa „Pietà“, eine 1,30 m große, polychrome Statue des heiligen Petrus von Mailand und eine Statue des Heiligen Josef.
1730 wurde die ersten Glocke angeschafft, sie wiegt 150 Pfund, im Volksmund „d’Feierkläckelchen“ genannt. Sie besitzt die Inschrift: Patroni ecclesiae: Pierre de Milan / P.s. Walburgis.

### Orgel

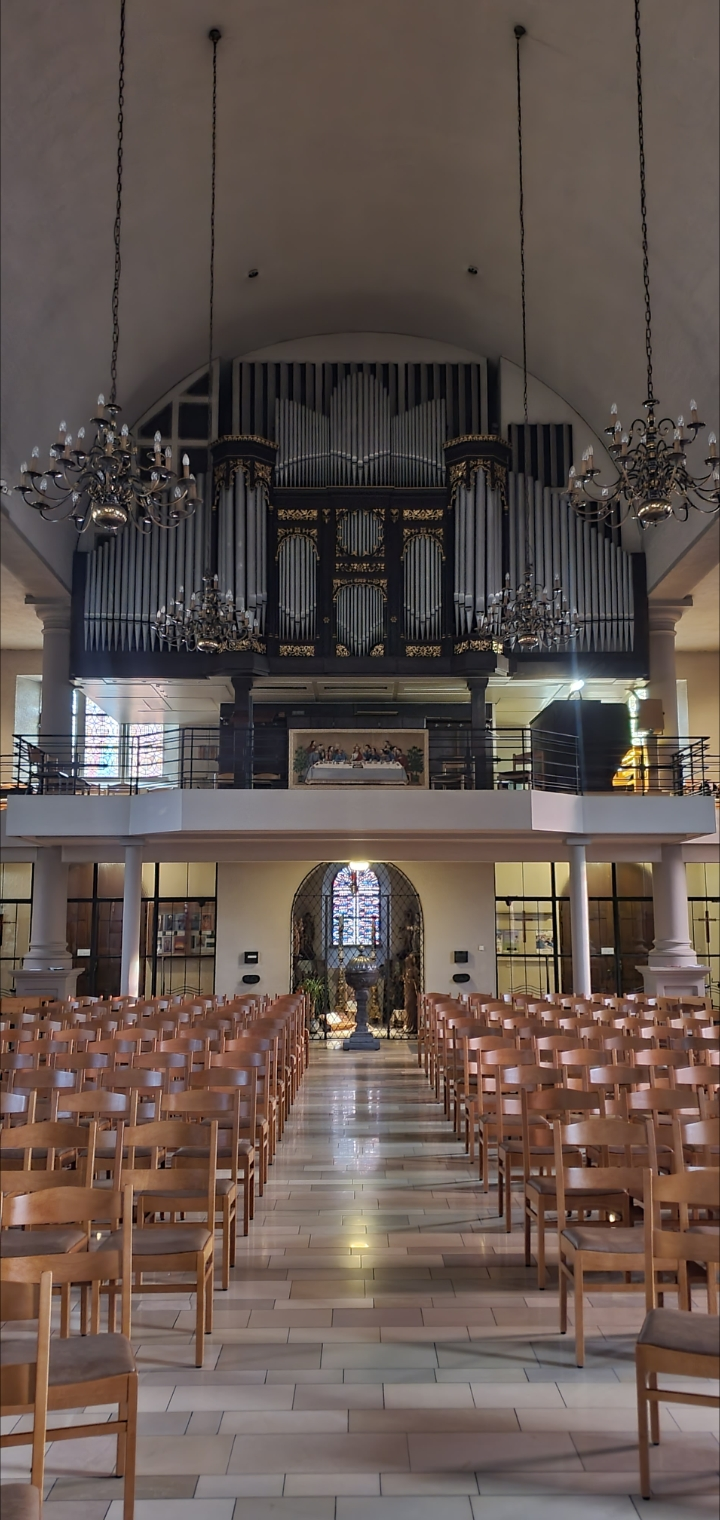
Orgel der Notre Dame Kirche

1868 baute Orgelbauwerkstatt Gebrüder Müller ihre Orgel in der Notre-Dame auf, das Orgelgehäuse stammt vom Örtlichen Tischlermeister Georges Peffer. Im Jahre 1956 wurde das heutige Instrument unter Einbeziehung verschiedener alter Register von der „Manufacture d’orgues G. Haupt, succ.“ in Lintgen gebaut. Bei verschiedenen Überholungen wurde auch die Disposition leicht verändert. 1995 wurden Restaurierungsarbeiten an der Orgel durchgeführt.
| I Hauptwerk C–c4 |       |
| Bordun           | 16′   |
| Principal        | 8′    |
| Viola da Gamba   | 8′    |
| Gedackt          | 8′    |
| Octave           | 4′    |
| Gemshorn         | 4′    |
| Quinte           | 2 ⁄3′ |
| Superoctave      | 2′    |
| Mixtur V         | 1 ⁄3′ |
| Trompete         | 8′    |

| II Schwellwerk C–c4 |       |
| Nachthorn           | 8′    |
| Prestant            | 4′    |
| Rohrflöte           | 4′    |
| Schwiegel           | 2′    |
| Sesquialter II      | 2 ⁄3′ |
| Zimbel III          | 2⁄3′  |
| Vox humana          | 8′    |
| Tremulant           |       |

| III Echoschwellwerk C–c4 |        |
| Rohrgedeckt              | 8′     |
| Salizional               | 8′     |
| Flauto                   | 4′     |
| Nazard                   | 2 ⁄3′  |
| Doublette                | 2′     |
| Tierce                   | 1 3⁄5′ |
| Larigot                  | 1 ⁄3′  |
| Zimbel III               | 1′     |
| Cromorne                 | 8′     |
| Tremulant                |        |

| Pedal C–g1    |        |
| Principalbass | 16′    |
| Subbass       | 16′    |
| Zartbass      | 16′    |
| Octavbass     | 8′     |
| Gedacktbass   | 8′     |
| Quintbass     | 5 1⁄3′ |
| Choralflöte   | 4′     |
| Hintersatz IV | 2 ⁄3′  |
| Bombarde      | 16′    |
| Basstrompete  | 8′     |

Normalkoppeln: II/I, III/I, III/II, I/P, II/P, III/P
Superkoppeln: II/I, III/I, II/II, III/II, III/III, I/P, II/P 
Subkoppeln: II/I, III/I, III/II